# Musetta Vander
Musetta Vander (ur. 26 maja 1963 w Durbanie) – pochodząca z Afryki Południowej, amerykańska aktorka filmowa i telewizyjna.
Widzowie znają ją przede wszystkim z roli królowej Sindel w sequelu Mortal Kombat 2: Unicestwienie.
Zagrała również w takich filmach jak: Nagi patrol, Viper, Gwiezdne wrota i Xena: Wojownicza księżniczka, a także w serialu telewizyjnym Moda na sukces.